# Konkanagaon, Indi
Konkanagaon là một làng thuộc tehsil Indi, huyện Bijapur, bang Karnataka, Ấn Độ.